# Sèrbia al Festival de la Cançó d'Eurovisió
Sèrbia participa en el Festival de la Cançó d'Eurovisió com a país independent des de 2007. El país balcànic ha sigut un dels països que incloïa sempre el seu idioma oficial en els seus temes, com per exemple Espanya, Portugal, Israel o França, però era l'únic que havia portat cançons íntegrament cantades en el seu idioma (serbi). Aquesta tradició es tallà en l'edició de 2015, quan va cantar en anglès per primera vegada en la seva història.
Sèrbia va participar anteriorment com a part de Iugoslàvia (tant la República Federal Socialista de Iugoslàvia del 1961 a 1991 com la República Federal de Iugoslàvia el 1992) i com a Sèrbia i Montenegro (2004-2006). Sèrbia va guanyar el concurs en el seu debut com a país independent el 2007, amb "Molitva" de Marija Šerifović.
En 5 ocasions, Sèrbia ha quedat dins del TOP-10 en una gran final.

## Història
Sèrbia va començar a aparèixer al Festival de la Cançó d'Eurovisió com a part de la República de Iugoslàvia, que va participar 27 vegades entre 1961 i 1992. En general, les cançons de Iugoslàvia acabaven a la meitat de les taules de resultats, però va haver-hi ocasions en què va tenir millors posicions. Iugoslàvia va tenir tres quarts llocs i fins i tot va guanyar una vegada amb Riva i «Rock Me». No obstant això, la banda no hi venia de Sèrbia, sinó de Croàcia i, per tant, el Festival de la Cançó d'Eurovisió 1990 no va tenir lloc a Belgrad (la capital federal), sinó a Zagreb.
Després de la desintegració de Iugoslàvia en 1992, els nous estats es van integrar al Festival de la Cançó d'Eurovisió de manera independent. Eslovènia, Croàcia i Bòsnia i Hercegovina van fer el seu debut en 1993, mentre que l'actualment coneguda com a Macedònia del Nord ho va fer en 1998. Sèrbia ho va fer en 2004, juntament amb Montenegro quan va canviar la descripció de la República Federal de Iugoslàvia a la confederació de Sèrbia i Montenegro.
Sèrbia i Montenegro van tenir un bon debut amb la cançó «Lane Moje» del cantant serbi Željko Joksimović. En aquesta ocasió, van aconseguir classificar-se per a la final i quedar en segon lloc, només darrere de Ruslana i «Wild Dances». L'èxit de la cançó va assegurar un lloc per a Sèrbia i Montenegro en la final de 2005, quan la banda montenegrina No Name va quedar en 7è lloc.
L'edició de 2006 de Evropesma (la selecció nacional de la confederació), va causar furor nacional quan va tornar a guanyar No Name. D'acord amb els serbis, la banda havia guanyat injustament al 2005 i hi havia mostres de corrupció en aquella edició també. Per tant, Sèrbia va refusar enviar el grup. El conflicte va ocasionar que Sèrbia i Montenegro no hi participés aquell any, encara que se'ls va permetre participar en el televot de la semifinal i de la final. L'espai lliure va ser pres per Croàcia.
El 21 de maig de 2006, un dia després del Festival de la Cançó d'Eurovisió, es va decidir per mitjà d'un referèndum que Montenegro esdevindria un Estar independent. El 3 de juny, es va declarar la independència i el final de la confederació de Sèrbia i Montenegro. En 2007, Sèrbia i Montenegro es van presentar com a països independents, de manera que tots dos havien de classificar-se des de la ronda semifinal. Montenegro només va aconseguir el 23è lloc i, per tant, no va arribar a la final. D'altra banda, Sèrbia sí que va tenir èxit, ja que Marija Šerifović va obtenir el 1r lloc de la semifinal amb molt d'avantatge, i va guanyar la final l'endemà passat. Sèrbia és el segon país en la història d'Eurovisió que obtingué la victòria l'any del seu debut.
A causa d'aquesta victòria, el Festival de la Cançó d'Eurovisió 2008 va tenir lloc a Belgrad. 2008 no va ser un any tan pròsper per al país com en l'edició anterior, malgrat que va obtenir la sisena posició i 160 punts. Va quedar per darrere de la guanyadora, Rússia, i d'Ucraïna, Grècia, Armènia i Noruega.

## Participacions
Llegenda
| Any                         | Seu        | Artista                       | Cançó               | Final                | Punts                | Semifinal           | Punts               |
| --------------------------- | ---------- | ----------------------------- | ------------------- | -------------------- | -------------------- | ------------------- | ------------------- |
| 2007                        | Hèlsinki   | Marija Šerifović              | «Molitva»           | 1                    | 268                  | 1                   | 298                 |
| 2008                        | Belgrad    | Jelena Tomašević i Bora Dugic | «Oro»               | 6                    | 160                  | País amfitrió       | País amfitrió       |
| 2009                        | Moscou     | Marko Kon i Milaan            | «Cipela»            | No es va classificar | No es va classificar | 10                  | 60                  |
| 2010                        | Oslo       | Milan Stanković               | «Ovo je Balkan»     | 13                   | 72                   | 5                   | 79                  |
| 2011                        | Düsseldorf | Nina                          | «Čaroban»           | 14                   | 85                   | 8                   | 67                  |
| 2012                        | Bakú       | Željko Joksimović             | «Nije Ljubav Stvar» | 3                    | 214                  | 2                   | 159                 |
| 2013                        | Malmö      | Moje 3                        | «Ljubav Je Svuda»   | No es va classificar | No es va classificar | 11                  | 46                  |
| No hi va participar en 2014 |            |                               |                     |                      |                      |                     |                     |
| 2015                        | Viena      | Bojana Stamenov               | «Beauty Never Lies» | 10                   | 53                   | 9                   | 63                  |
| 2016                        | Estocolm   | Sanja Vučić                   | «Goodbye (Shelter)» | 18                   | 115                  | 10                  | 105                 |
| 2017                        | Kíev       | Tijana Bogićević              | «In Too Deep»       | No es va classificar | No es va classificar | 11                  | 98                  |
| 2018                        | Lisboa     | Sanja Ilić i Balkanika        | «Nova deca»         | 19                   | 113                  | 9                   | 117                 |
| 2019                        | Tel-Aviv   | Nevena Božović                | «Kruna»             | 18                   | 89                   | 7                   | 156                 |
| 2020                        | Rotterdam  | Hurricane                     | «Hasta La Vista»    | Festival cancel·lat  | Festival cancel·lat  | Festival cancel·lat | Festival cancel·lat |
| 2021                        | Rotterdam  | Hurricane                     | «Loco Loco»         | 15                   | 102                  | 8                   | 124                 |
| 2022                        | Torí       | Konstrakta                    | «In corpore sano»   | 5                    | 312                  | 3                   | 237                 |
| 2023                        | Liverpool  | Luke Black                    | «Samo mi se spava»  | 24                   | 30                   | 10                  | 37                  |
| 2024                        | Malmö      | Teya Dora                     | «Ramonda»           | 17                   | 54                   | 10                  | 47                  |
| 2025                        | Basilea    | Princ                         | «Mila»              | No es va classificar | No es va classificar | 14                  | 28                  |
| 2026                        | Àustria    |                               |                     |                      |                      |                     |                     |

## Festivals organitzats a Sèrbia
| Edició                                | Ciutat seu | Localització     | Presentandors                       |
| ------------------------------------- | ---------- | ---------------- | ----------------------------------- |
| Festival de la Cançó d'Eurovisió 2008 | Belgrad    | Beogradska Arena | Jovana Janković i Željko Joksimović |

## Galeria d'imatges

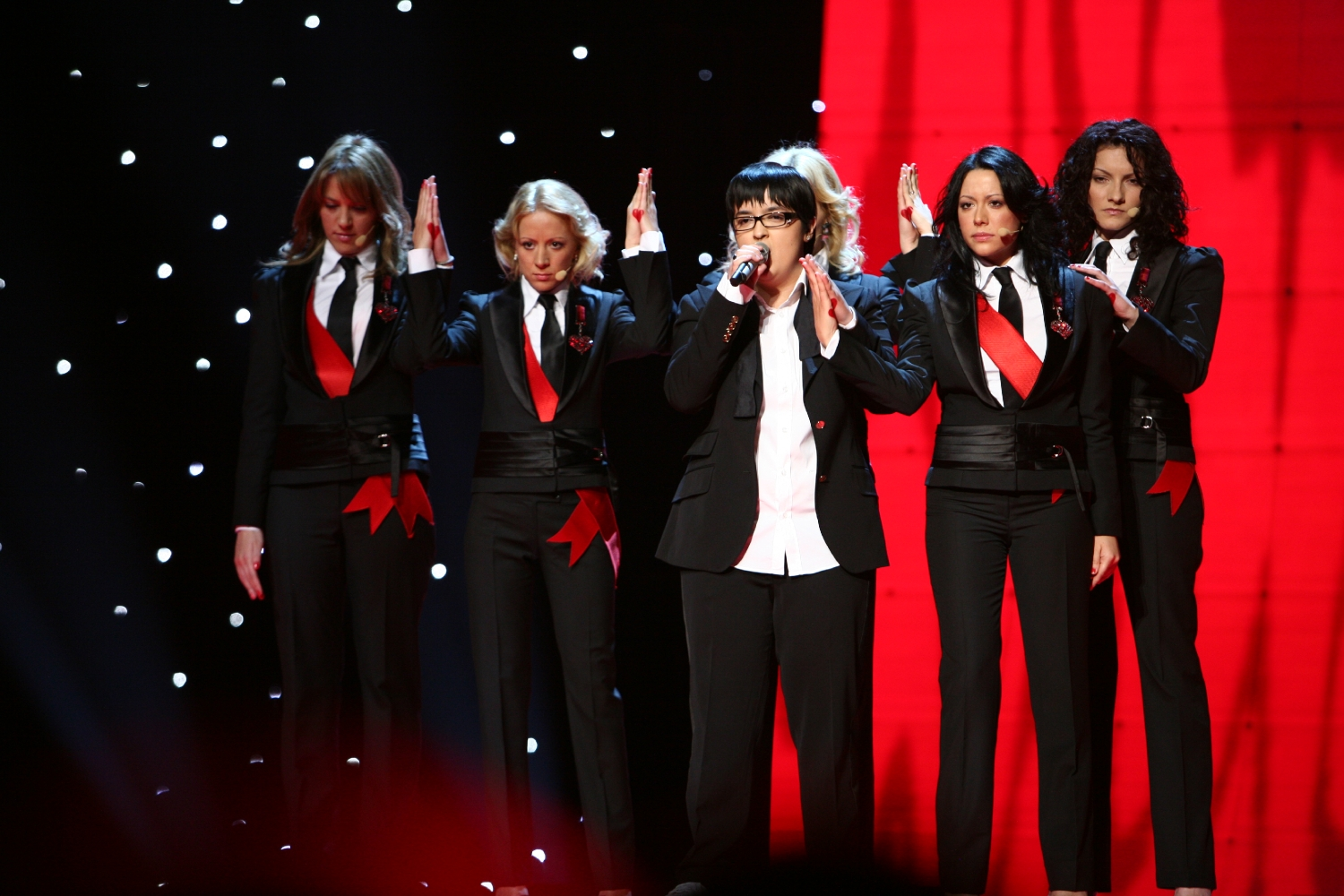
Marija Šerifović a Hèlsinki (2007)
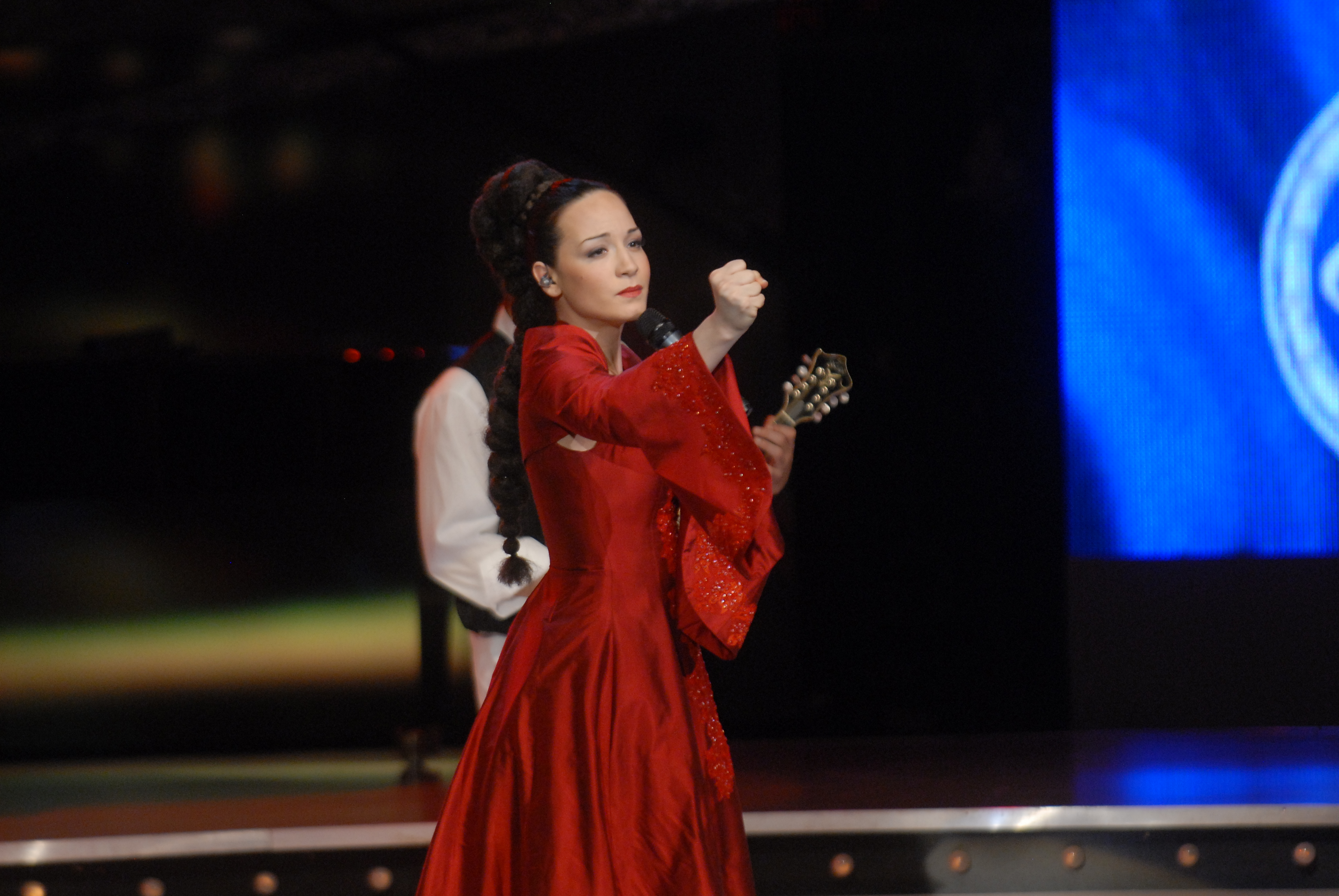
Jelena Tomašević i Bora Dugic a Belgrad (2008)
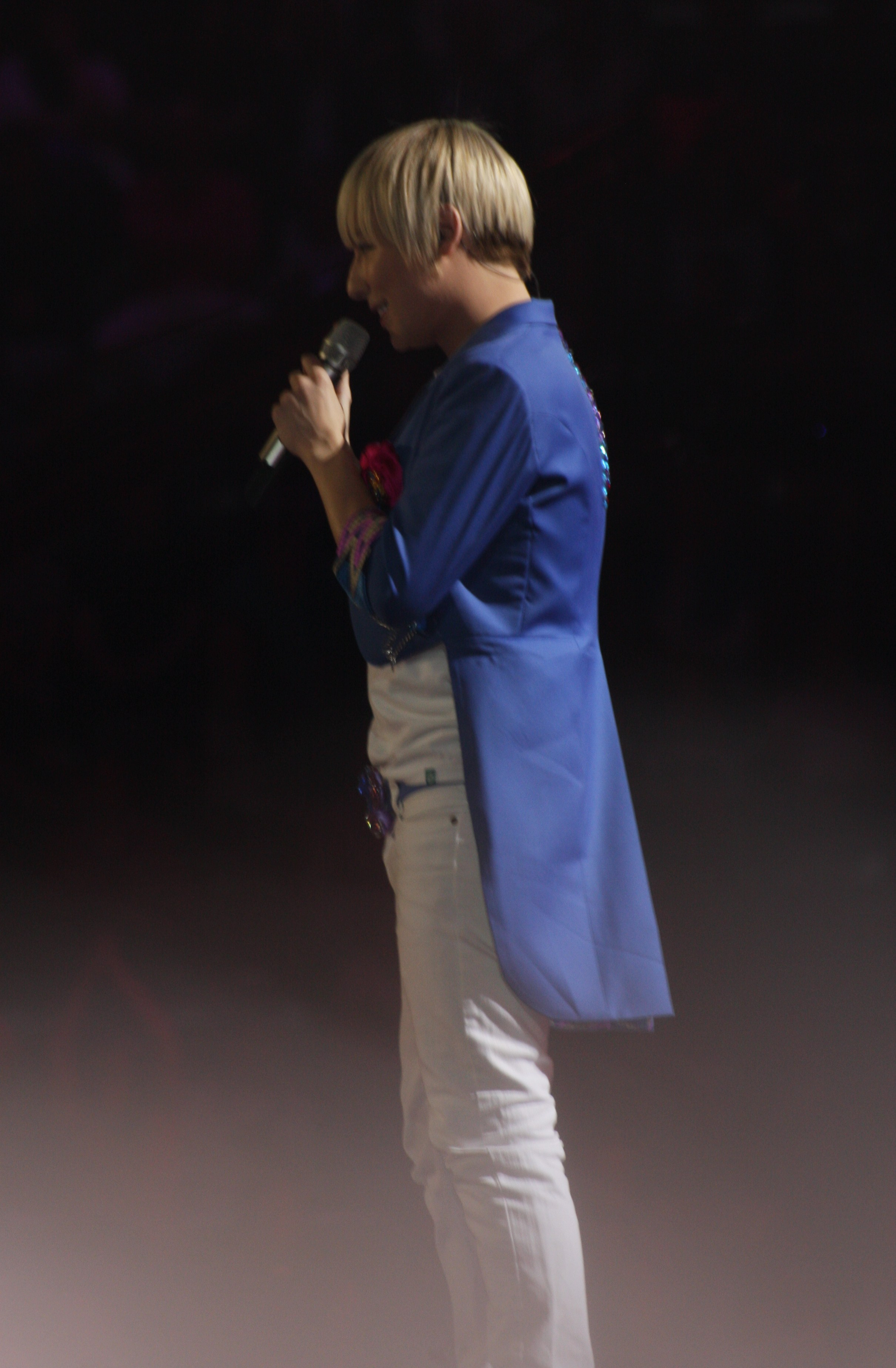
Milan Stanković a Oslo (2010)
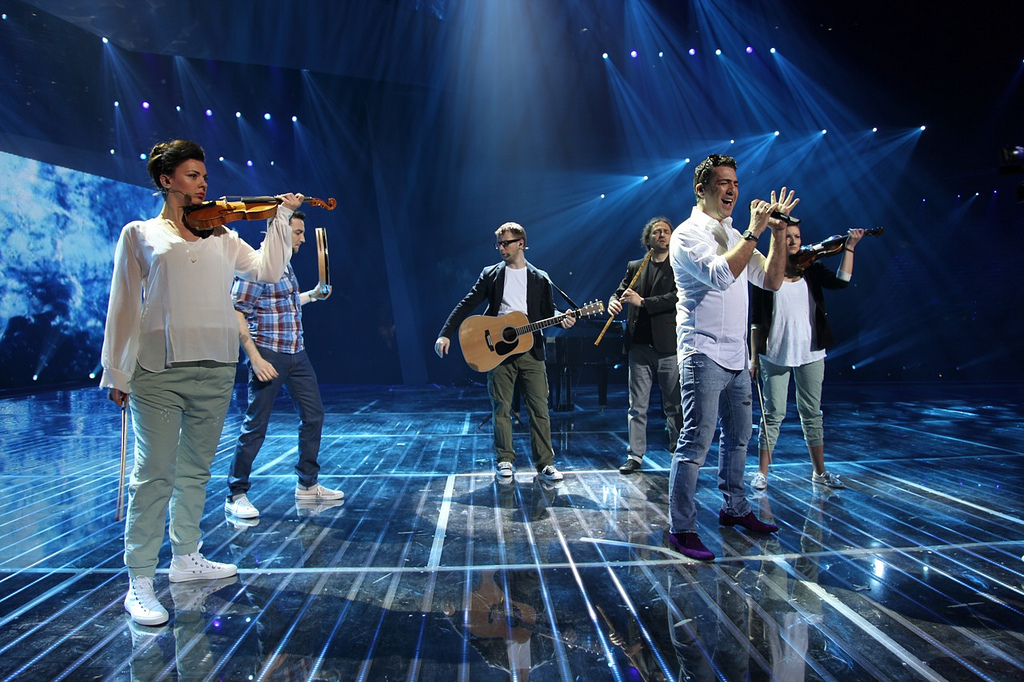
Željko Joksimović a Bakú (2012)
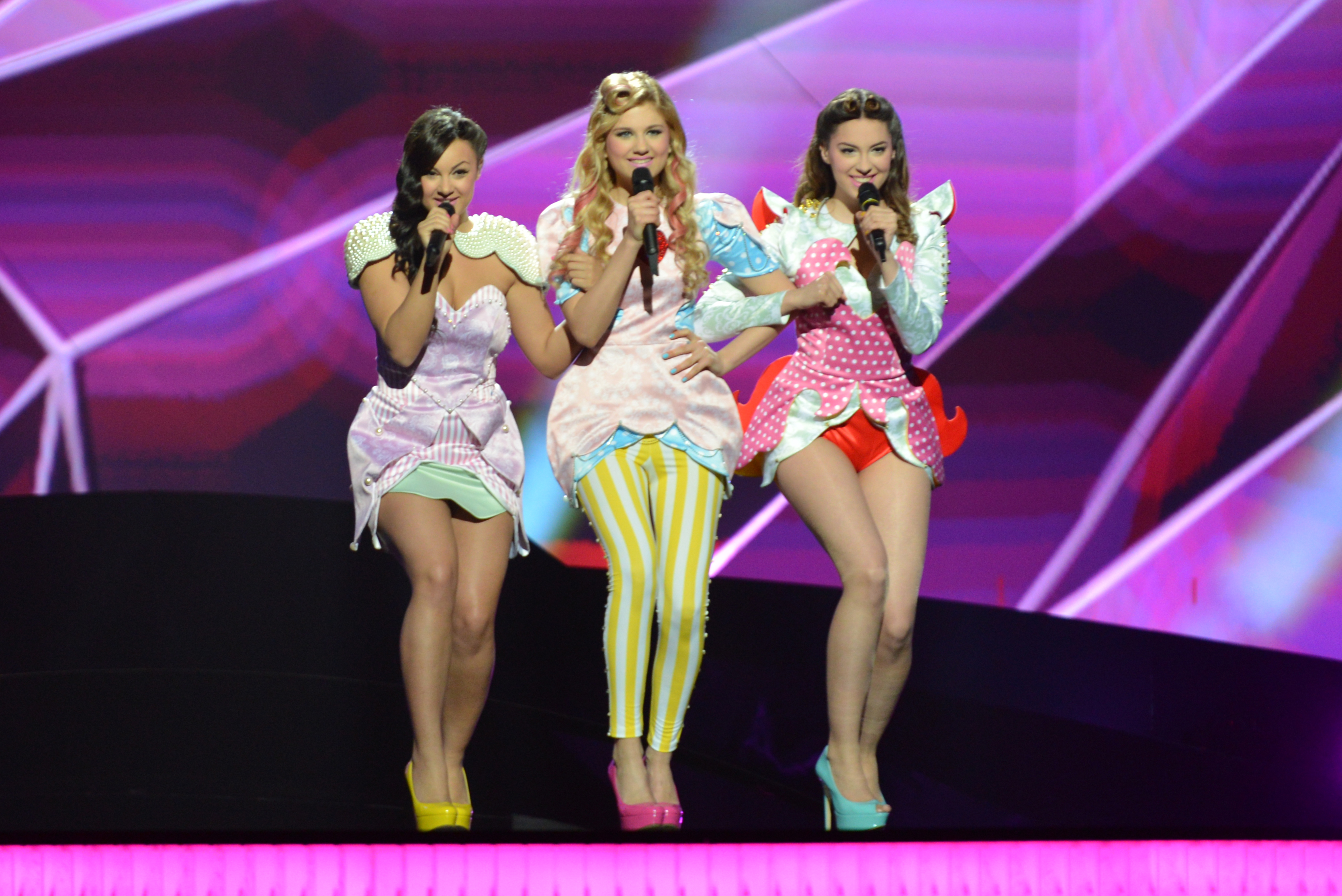
Moje 3 a Malmö (2013)
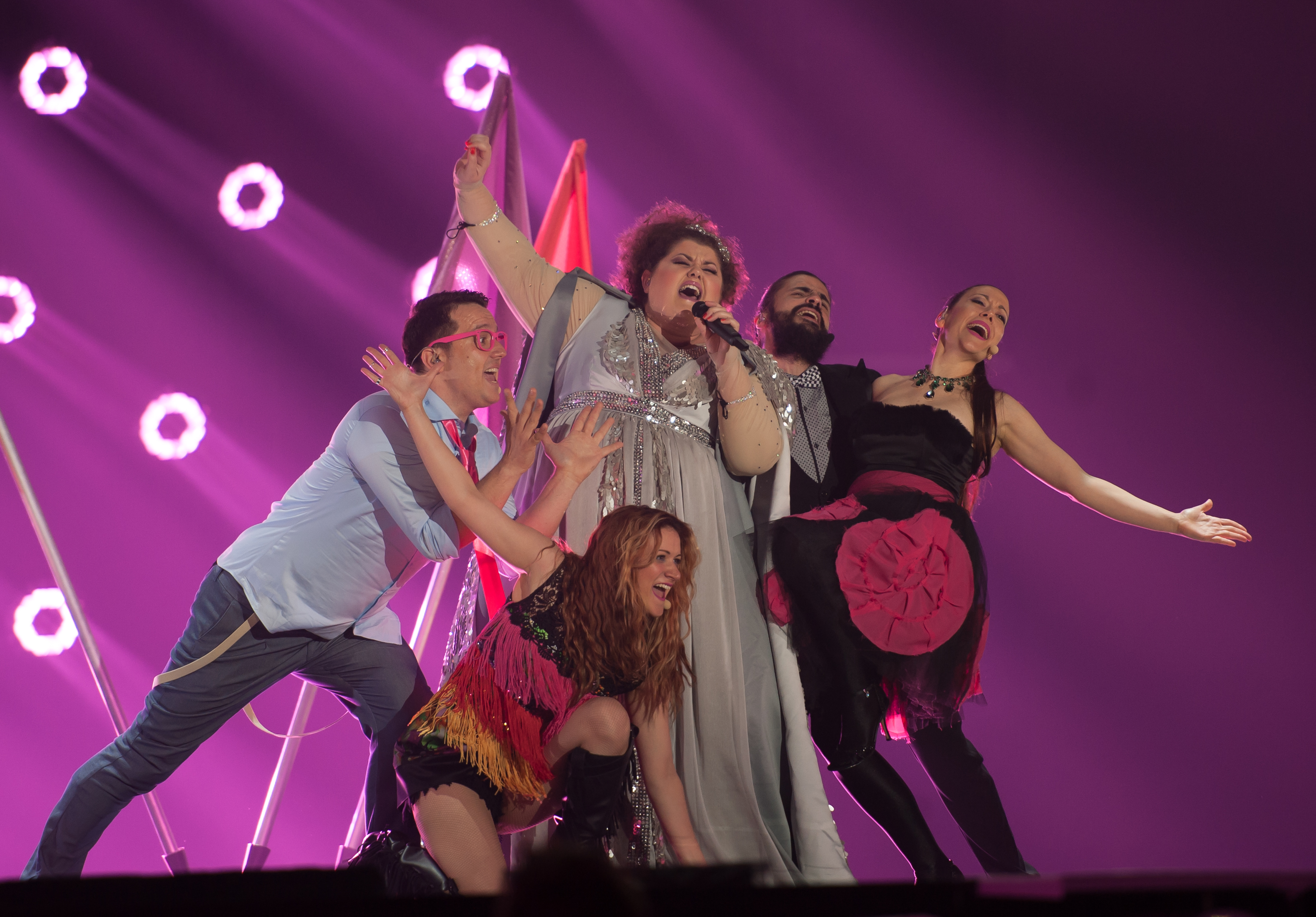
Bojana Stamenov a Viena (2015)
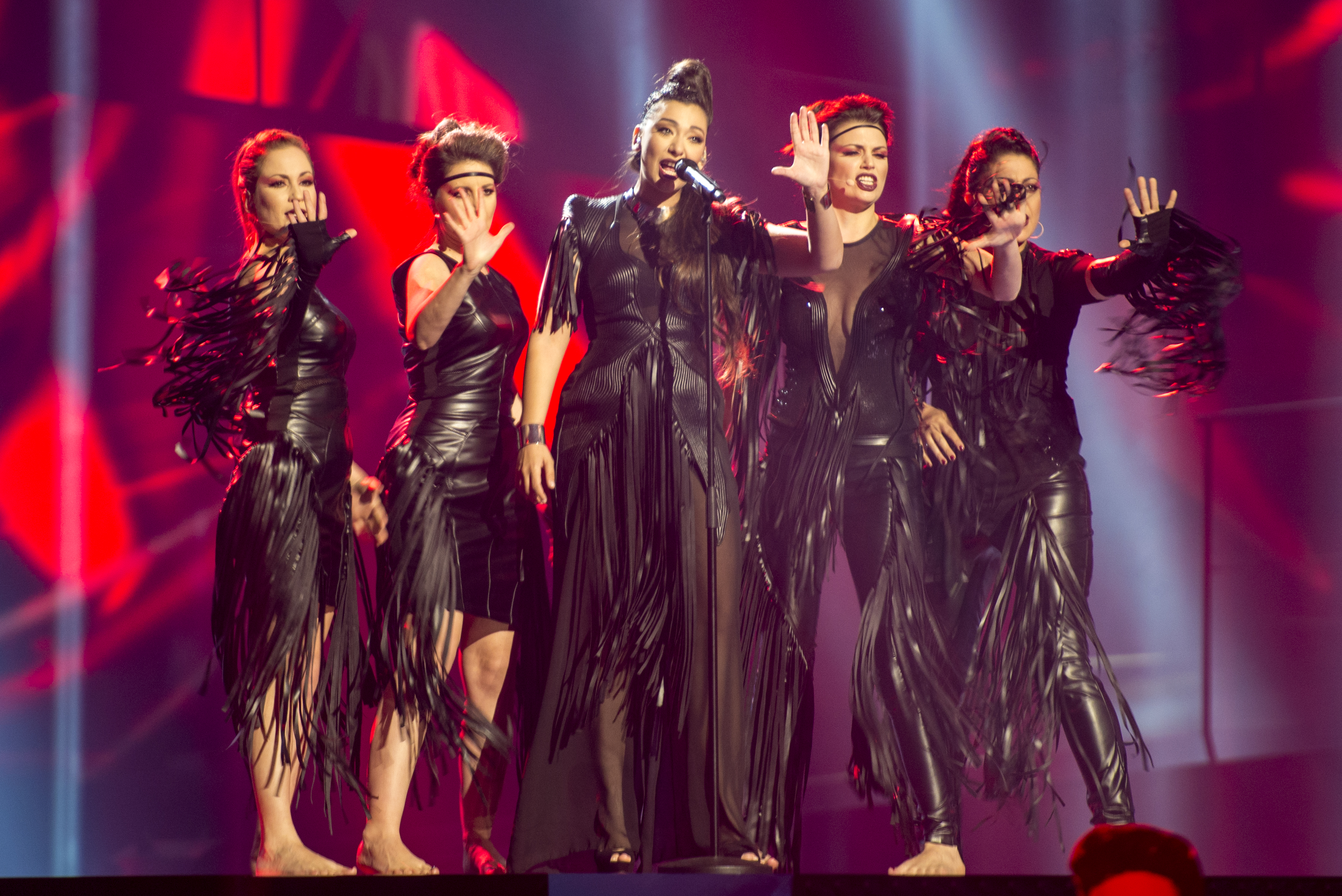
Sanja Vučić a Estocolm (2016)
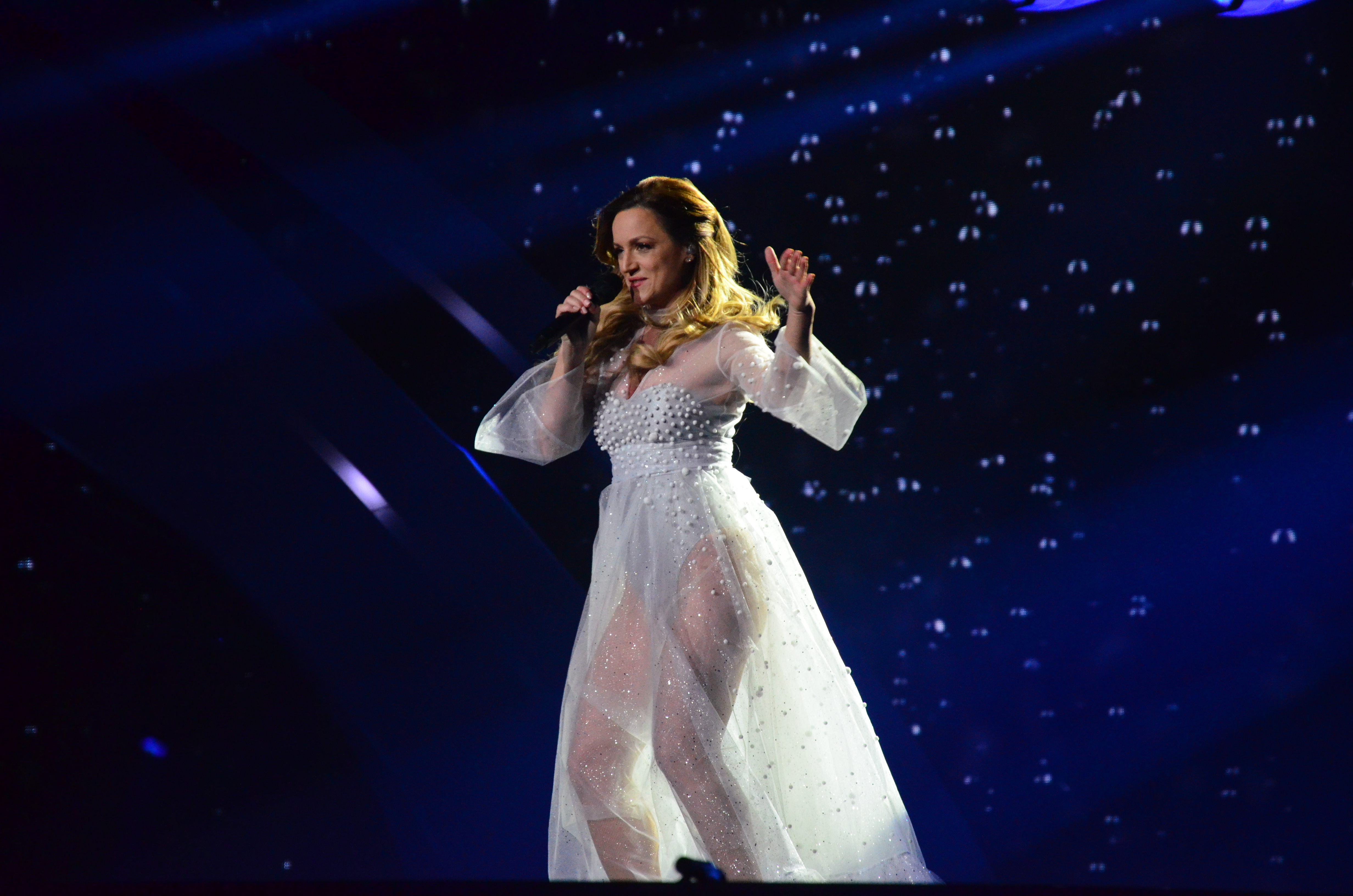
Tijana Bogićević a Kíev (2017)
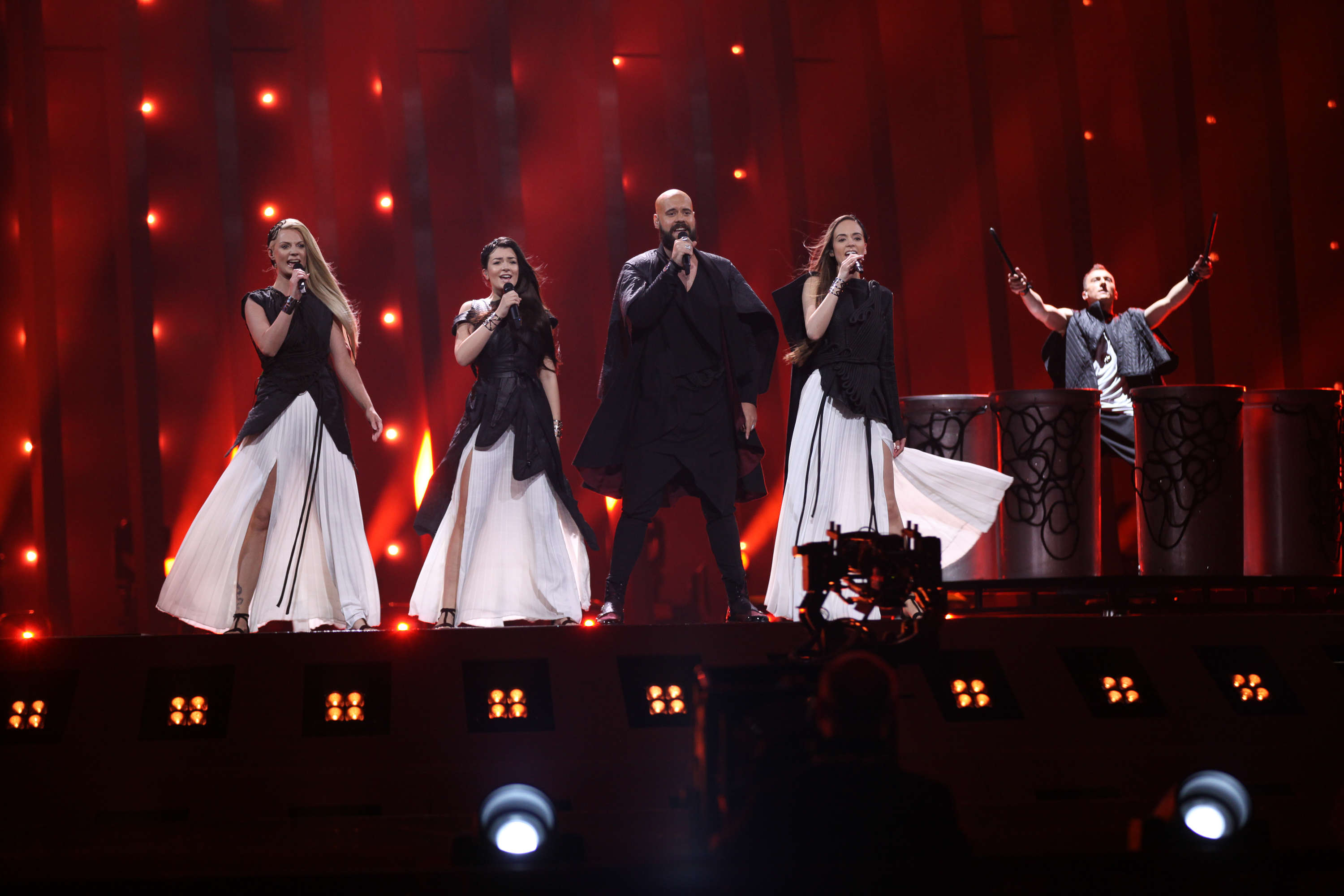
Sanja Ilić i Balkanika a Lisboa (2018)
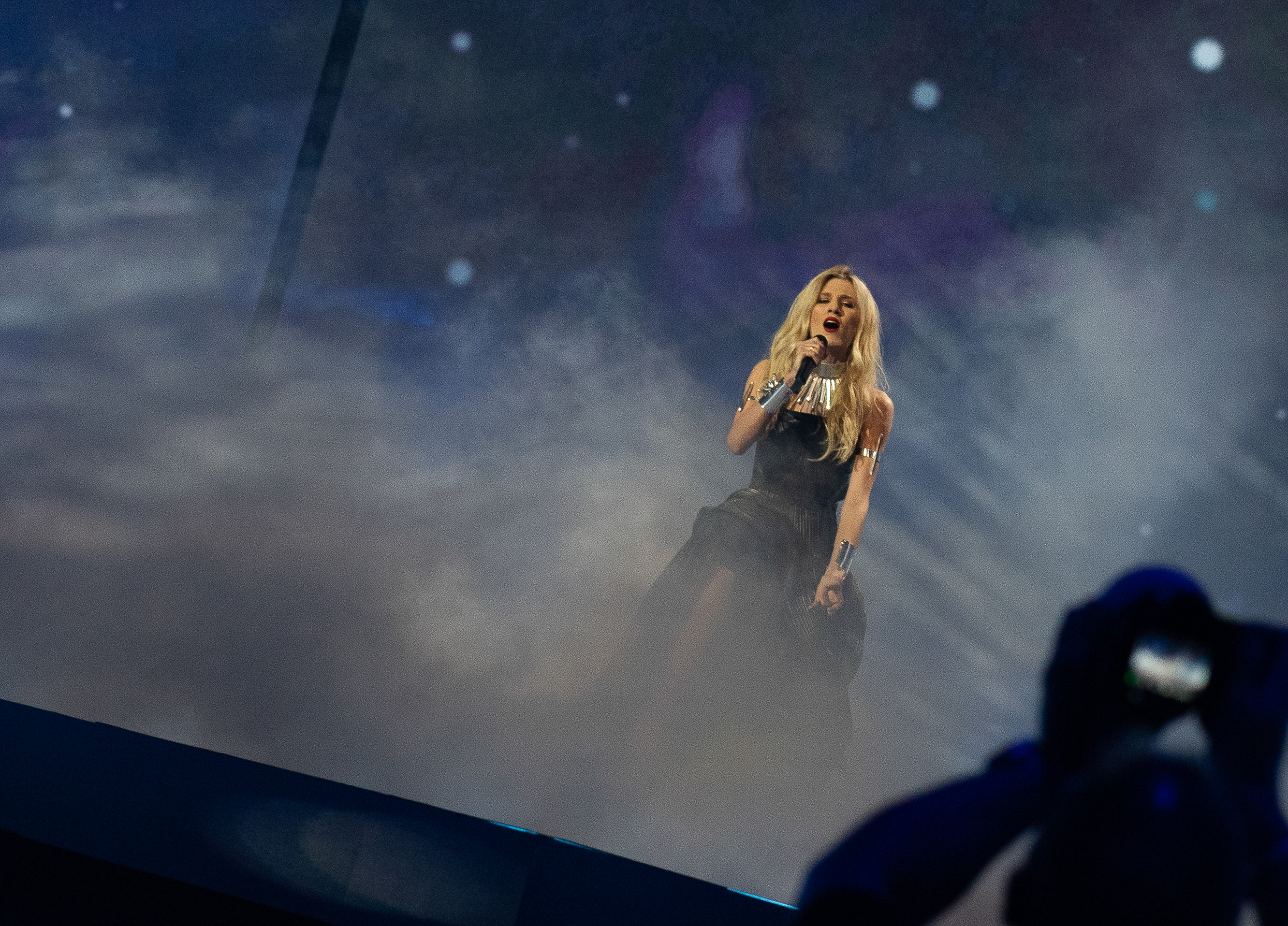
Nevena Božović a Tel-Aviv (2019)